# Richard Wentworth

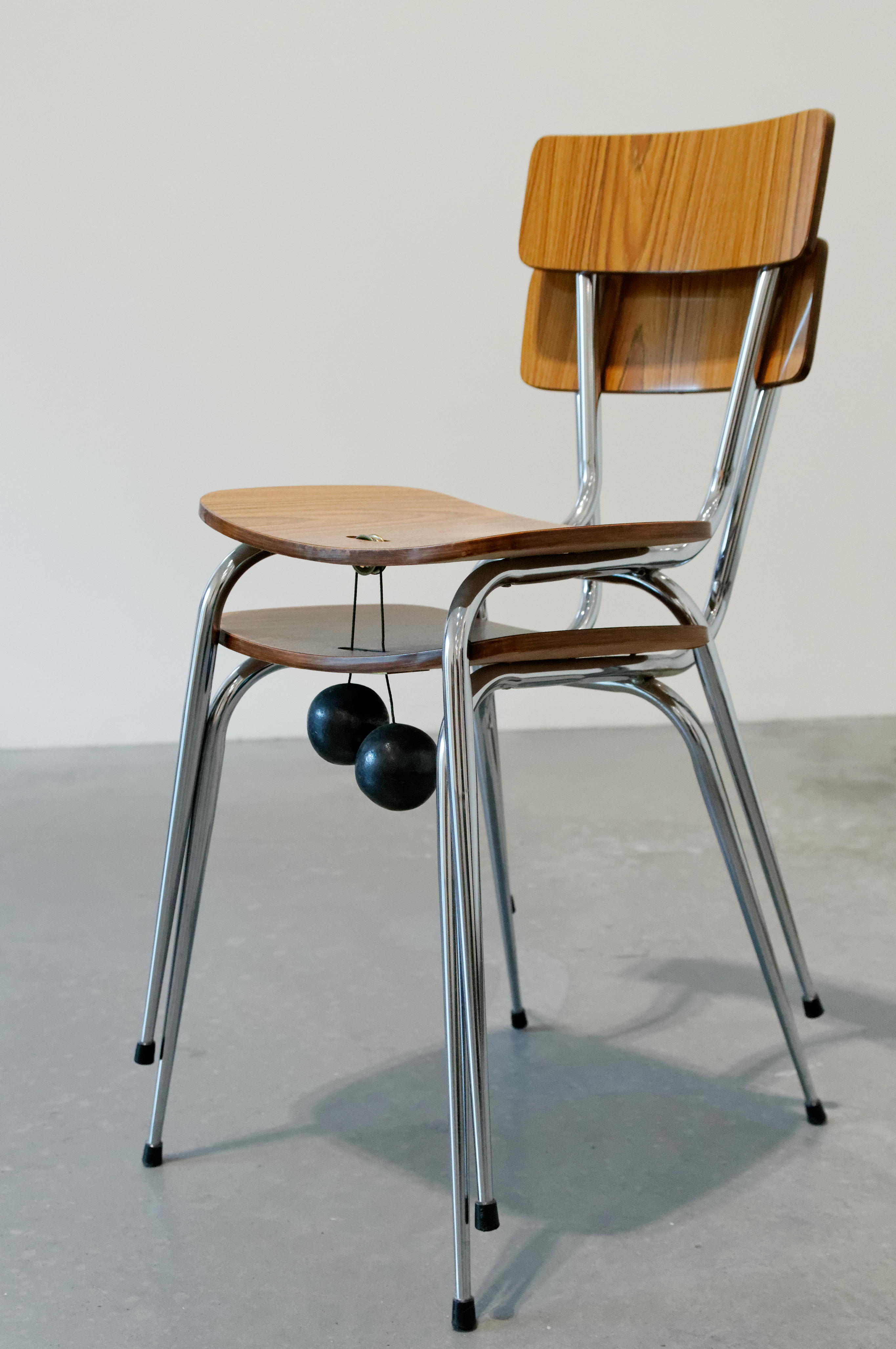
„Siege“ (1983–1984) von Richard Wentworth in der Tate Gallery

Richard Wentworth (* 1947) ist ein britischer Künstler, Kurator und Hochschullehrer.

## Leben und Werk
Wentworth wurde 1947 in der damals neuseeländischen Provinz Samoa geboren. Ab 1965 studierte er am Londoner Hornsey College of Art, dann am Royal College of Art, an dem zu dieser Zeit auch Bill Woodrow und Tony Cragg studierten. 1967 arbeitete er mit Henry Moore. Seit Ende der 1970er Jahre wurde er international bekannt als ein bedeutender Vertreter der Bewegung der sogenannten New British Sculpture.
Wentworth war von 1971 bis 1987 Professor am Goldsmiths College in London und von 2009 bis 2011 Professor am Royal College of Art. Von 2002 bis 2010 lehrte er ferner an der Ruskin School of Drawing and Fine Art, die an der Oxford University angesiedelt ist. Zahlreiche seiner Studenten wie beispielsweise Damien Hirst wurden weltweit bekannt unter dem Begriff der Young British Artists. Internationale Anerkennung fanden seine Arbeiten, weil sie die bis dahin gängigen Definitionen von Skulptur und Fotografie grundlegend veränderten.
Einflussreich wurde die Art und Weise, wie der Alltag der Menschen und der Gesellschaft in seinen Arbeiten kunstwürdig wird. Er hält beispielsweise skulpturale Formen in der Alltagswelt mit der Kamera fest und greift dabei auch auf Objekte zurück, die er auf der Straße fand. Dabei überschneiden sich die symbolisch-metaphorischen mit den praktischen Eigenschaften der dargestellten Objekte.
In seiner Serie „Making Do and Getting By“, die er Mitte der 1990er Jahre begann, geht er so davon aus, dass „in einer global vernetzten und zugänglichen Welt, der Ort vor der eigenen Tür möglicherweise der exotischste Raum überhaupt ist“. Er dokumentiert daher das Alltägliche, beachtet sonst unbeachtete Gegenstände und deren unfreiwillige wie zufällige geometrischen Strukturen im öffentlichen Raum und bildet auch unheimliche Situationen in seinen Arbeiten ab, die sonst nicht bemerkt werden würden. Indem er Industrieobjekte oder gefundene Gegenstände in Kunst umwandelt, unterwandert er deren ursprüngliche Funktion und erweitert die Wahrnehmungsweisen dieser Gegenstände, indem er konventionelle Klassifikationssysteme zerbricht – so zum Beispiel sehr anschaulich in einer Objekt-Serie, bei der er die Gegenstände, auf die ein Wörterbuch referiert, in das jeweilige Wörterbuch hineinstopft. Ein Beispiel aus dieser Serie ist die Arbeit „Tract (from Boost to Wham)“ aus dem Jahre 1993.
Diese Arbeiten gehen auf sinnlich erfahrbare Weise der Frage nach, was aus den Dingen wird, wenn sie der Funktion, die hinter ihrer Benennung steckt, nicht mehr gerecht werden und umkreisen häufig unsere Begrifflichkeit und Vorstellung von Gegenständen und ihres Gebrauchs als Teil unserer Alltagserfahrung. In Deutschland zeigte Wentworth im Rahmen dieses künstlerischen Konzepts beispielsweise Teller, die er erst zerschlug und dann wieder zusammensetzte, um zu untersuchen, ob das daraus entstandene Objekt wiederum ein Teller oder etwas Drittes, Unbekanntes, Namenloses ergibt. Seine Arbeiten besitzen daher auch eine große Nähe zur Semiotik. Für Wentworth wird so jeder Versuch zur Herstellung von Ordnung wieder eine Unordnung produzieren, die sich ihrerseits wieder in einen Zustand einer unsicheren neuen Ordnung bringt. Er interessiert sich dabei besonders für den schleichenden Übergang zwischen verschiedenen Kommunikationsformen und die grundsätzliche Ambivalenz von Systematisierungsversuchen. Seine „Tellerparade auf dem Boden“ (so der deutsche Titel der Arbeit), die er in vier verschiedenen deutschen Ausstellungshäusern zeigte, ist in diesem Sinne eine aufschlussreiche Studie der unbeachteten Seiten unserer Konsumentenkultur.
Nach eigener Aussage interessiert sich Wentworth in seinem Werk zentral für das kulturelle Phänomen der Mentalität, worunter für ihn die Fragen fallen, wie wir sehen, was wir sehen, was wir mit dem tun, was wir sehen, wie wir benennen, was wir glauben, gesehen zu haben, mit wem wir dies teilen können und wer zu wem spricht.
Seine künstlerische Strategie, Dinge anders zu entdecken und vor allem, dort hinzusehen, wo andere wegsehen, sich mit dem Entlegenen, Ungesehenen und Übersehenen zu beschäftigen und minimale (Bedeutungs-)Verschiebungen im scheinbar Vertrauten wahrzunehmen wurde stilprägend für viele Künstler der nachfolgenden Generation. Hier schließen seine Arbeiten an soziologische, ästhetische und kommunikationstheoretische Fragestellungen an, etwa wie Menschen Wirklichkeiten konstruieren und weisen inhaltliche Gemeinsamkeiten mit einigen mitunter zeitgleich entstandenen Arbeiten des US-amerikanischen Philosophen Nelson Goodman auf. In seinen Arbeiten geht er davon aus, dass die einfachen Dinge, die uns tagtäglich begegnen, in Wahrheit sehr komplex sind. Aufgrund dieses künstlerischen Ansatzes fasst er die Straßen von London als sein Atelier auf. Wie sich eine Vorstadtstraße organisiert und desorganisiert, ist für den Künstler eine exemplarische Gelegenheit, um Kulturschwankungen zu beobachten sowie die Gewohnheiten und die Interaktion von Öffentlichem und Privatem zu studieren. Dabei thematisiert er die unbewusste Zurschaustellung in unserer Alltagswelt. Für den Künstler gibt derjenige, der beispielsweise einen Weihnachtsbaum zum Mülleimer rausstellt, unbeabsichtigt eine kulturelle Stellungnahme ab und Wentworth befasst sich in diesem Zusammenhang mit dem schleichenden Übergang zu offensichtlicheren Kommunikationsakten wie beispielsweise Ausschilderungen. Auf diese Weise ergibt sich in seinen Arbeiten ein Eindruck davon, was einen sozialen Ort ausmacht und was nicht.
Als Kurator verfolgte er 2013 einen ähnlichen Ansatz, indem er das Publikum aufforderte, selbst Gesammeltes als Kunstwerke für eine Nacht in das Whitworth Museum zu bringen. Eine Einschränkung oder Selektion fand dabei nicht statt und im Museum konnte sich eine Diskussion darüber, was heute als Kunst gelten kann, frei entfalten.

## Ehrungen
Wentworth wurde aufgrund seiner Verdienste um die britische Kunst 2011 zum Commander of the Order of the British Empire (CBE) ernannt.

## Ausstellungen (Auswahl)
- Indianapolis Museum of Art, Indiana, USA, (2016)
- Bold Tendencies, Peckham, London, England (2015)
- Kings Cross at Central St. Martins College, London, England (2013)
- Museu da Farmacia, Experimenta Design, Lissabon, Portugal (2011)
- Whitechapel Gallery, London, England (2010)
- 52. Biennale von Venedig, Venedig, Italien (2009)
- Lisson Gallery, London, England (2009)
- Pharos Zentrum für zeitgenössische Kunst, Nikosia, Zypern (2006)
- Tate Liverpool, Liverpool, England (2005)
- 50. Biennale von Venedig, Venedig, Italien (2003)
- Artangel, London, England (2002)
- Musée des Beaux-Arts et de la Dentelle, Calais, Frankreich (2001)
- Galerie Margaret Biedermann, München, Deutschland (2000)
- Bonner Kunstverein, Bonn, Deutschland (1998)
- Städtische Galerie Göppingen, Deutschland (1998)
- Stedelijk Museum, Amsterdam, Holland (1994)
- Serpentine Gallery, London, England (1993)